# Draconian Times
Draconian Times (рус. Трудные времена) — пятый студийный альбом британской готик-метал группы Paradise Lost, выпущенный 12 июня 1995 года на лейблах Music for Nations (в Великобритании) и Relativity Records (в США). Это первый альбом записанный с новым барабанщиком Ли Моррисом, занявший место бывшего члена группы Мэттью Арчера.
Draconian Times стал более рок-ориентированным, чем предыдущий релиз Icon, и был выпущен в том временном промежутке, когда группа приобрела огромную популярность, а также стала впервые выступать в качестве хедлайнера на разных крупных фестивалях, таких как Dynamo Open Air. В поддержку альбома было выпущено два сингла: «The Last Time» и «Forever Failure» в мае и в конце сентября 1995 года, до официального релиза Draconian Times. Все песни с этого альбома были спеты и вошли в концертный альбом Draconian Times MMXI. Также как и предыдущие релизы Shades of God и Icon, Draconian Times был выпущен в виде бокс-сета под названием Original Album Classics.

## Предыстория и запись
Сразу после гастролей в поддержку альбома Icon в декабре 1994 года Paradise Lost расстаются со своим барабанщиком Мэттью Арчером, который ушёл в редакцию передачи Headbangers Ball на MTV. Тем временем барабанщик Ли Моррис, после роспуска своей группы Marshall Law и безуспешного найма в состав Оззи Осборна, решил подать свою заявку в группу не имея даже представления о том, кто они такие.
Пластинка записывалась в двух студиях с января по март 1995 года: Great Linford Manor и Ridge Farm. Для записи Paradise Lost снова выбрали старый английский загородный дом с садовыми домиками и парком, который находился всего в 30 милях от студии, где группа ранее записывала альбом Icon. Несмотря на более длительный промежуток времени после издания предыдущей работы, Draconian Times была написана и записана в течение полугода. В начале пребывания в студии альбом был уже полностью готов благодаря нескольким демо-записям, только некоторые клавишные отрывки песне «I See Your Face» звучали иначе по сравнению с окончательным вариантом. Альбом вышел в июне 1995 года и сразу за его выходом последовал длительный тур, в том числе совместный с готик-рок группой The Sisters of Mercy. Paradise Lost также выступали на Dynamo Festival в 1995 году, где количество зрителей упало до 120 000 человек.

## Музыка
Draconian Times стилистически схож с предыдущей пластинкой группы. Вокал Ника Холмса отчасти получился немного чётче, мелодичнее и тише, чем на Icon. С другой стороны, такие песни, как «The Last Time», «Once Solemn» и «Shadowkings», звучат значительно быстрее, рок-ориентированнее и броско, чем это было ранее слышно в музыке Paradise Lost; вскоре это превратится в тенденцию, которая продолжится на последующих работах группы, которые Холмс позже обозначит термином «тёмный рок» (англ. Dark rock). Но тем не менее, продюсер Саймон Эфеми и аудио-инженер/микшер Пит Коулман смогли добиться жёсткого и металического звучания на пластинке. Элементы дум-метала, присущие группе, почти исчезли. Новый барабанщик Ли Моррис, ранее работавший в группе Marshall Law, внёс свой вклад в сочинении композиции «Yearn for Change», равно как и басист Стив Эдмонсон (это указано в буклете). Помимо прочего на пластинке Paradise Lost стали присутствовать более спокойные вступительные пассажи выполненные на синтезаторе. Также в качестве хорового пения и аранжировки в некоторых композициях был приглашён студенческий хор Guildford Dead Boys. Кроме того, в песне «Forever Failure» можно услышать голос Чарльза Мэнсона: 

Я на самом деле не знаю, что значит «извини»,

Я извинялся всю свою жизнь…
 По словам группы Draconian Times является «недостающим звеном» между такими группами, как Metallica и The Sisters of Mercy, но при этом стилистически не изменяет предыдущему релизу. Обширные гастроли благотворно сказались на написании песен: они стали «совершенными» и «законченными». Поскольку песня «The Last Time» звучит довольно броско, группа сначала не была уверена в том, чтобы издавать её как сингл, но вскоре поменяла решение объясняя это тем, что хотят «внести больше разнообразия»: 

Общий звук по-прежнему звучит очень меланхолично, и мы также придаём этому большое значение. Раньше для нас в первую очередь было важно, чтобы результат получился как можно тяжелее. Теперь это стало второстепенной задачей, потому нынче очень много групп, которые хотят быть тяжёлыми несмотря ни на что, забывая при этом, что тяжесть — это не просто жирный звук гитары.— Ник Холмс. Интервью для журнала Rock Hard, 1995 год

## Критический приём
| Оценки критиков | Оценки критиков |
| Источник        | Оценка          |
| --------------- | --------------- |
| AllMusic        | [ 2 ]           |
| Laut.de         | [ 12 ]          |
| RockHard        | [ 8 ]           |

Дэвид Йензен из музыкального сайта AllMusic дал альбому 4 с половиной балла из 5, назвав его смесью «между суровым, угнетающим готическим роком и хрустящим хэви-металом», восхваляя способность Paradise Lost «создавать и поддерживать настроение». Ульф Кубанке из немецкого интернет-журнала Laut.de назвал альбом «идеальным сочетанием красоты и болезненности», а также указал на то, что альбом звучит «как будто Джеймс Хетфилд откусил кусочек от альбома First and Last and Always». Гитарист Paradise Lost Грегор Макинтош говорит о Draconian Times следующее: «это альбом, по которому судят обо всём остальном, что мы делаем. И правильно, ведь это основа нашей карьеры и звука». В своей ретроспективной статье на Exclaim! Грег Пратт так высказался по поводу альбома: «<…> в Draconian Times Paradise Lost ввели огромную дозу большого звука, который Metallica принесла в мир со своим „чёрным альбомом“, создав готик-метал диск, на котором были гимнические песни, которые должны были стать огромными хитами в эпоху „Enter Sandman“ и „Wherever I May Roam“. Но этому не суждено было случиться, ибо парни взяли свой печально известный резкий поворот налево в царство Depeche Mode’овского депрессивного электро-попа».

## Список композиций
Слова и музыка всех песен — Грег Макинтош и Ник Холмс, за исключением отмеченных.
| №                   | Название                                                       | Длительность |
| ------------------- | -------------------------------------------------------------- | ------------ |
| 1.                  | «Enchantment»                                                  | 6:04         |
| 2.                  | «Hallowed Land»                                                | 5:02         |
| 3.                  | «The Last Time»                                                | 3:27         |
| 4.                  | «Forever Failure»                                              | 4:18         |
| 5.                  | «Once Solemn»                                                  | 3:03         |
| 6.                  | «Shadowkings»                                                  | 4:41         |
| 7.                  | «Elusive Cure»                                                 | 3:21         |
| 8.                  | «Yearn for Change» (Макинтош, Ли Моррис, Холмс, Стив Эдмонсон) | 4:19         |
| 9.                  | «Shades of God»                                                | 3:54         |
| 10.                 | «Hands of Reason»                                              | 3:58         |
| 11.                 | «I See Your Face» (Аарон Эди, Макинтош, Холмс)                 | 3:17         |
| 12.                 | «Jaded»                                                        | 3:26         |
| Общая длительность: | Общая длительность:                                            | 48:59        |

| №   | Название                                    | Длительность |
| --- | ------------------------------------------- | ------------ |
| 1.  | «Embers Fire (Live)»                        | 4:27         |
| 2.  | «Daylight Torn (Live)»                      | 7:28         |
| 3.  | «True Belief (Live)»                        | 4:24         |
| 4.  | «Pity the Sadness (Live)»                   | 5:14         |
| 5.  | «As I Die (Live)»                           | 3:38         |
| 6.  | «Weeping Words (Demo)»                      | 3:50         |
| 7.  | «The Last Time (Demo)»                      | 3:27         |
| 8.  | «Walk Away» (кавер на The Sisters of Mercy) | 3:24         |
| 9.  | «Laid to Waste»                             | 3:14         |
| 10. | «Master of Misrule»                         | 3:07         |
| 11. | «Forever Failure (Video Edit)»              | 4:45         |

| №   | Название                                 | Длительность |
| --- | ---------------------------------------- | ------------ |
| 13. | «How Soon Is Now?» (кавер на The Smiths) | 4:34         |
| 14. | «Fear»                                   | 3:08         |

| №   | Название                                    | Длительность |
| --- | ------------------------------------------- | ------------ |
| 13. | «Walk Away» (кавер на The Sisters of Mercy) | 3:24         |
| 14. | «Laid to Waste»                             | 3:16         |
| 15. | «Master of Misrule»                         | 3:07         |

| №   | Название                                 | Длительность |
| --- | ---------------------------------------- | ------------ |
| 13. | «Enchantment» (1994 Demo)                | 5:03         |
| 14. | «Last Desire» (1994 Demo)                | 3:09         |
| 15. | «Forever Failure» (Live in Germany 1995) | 4:21         |
| 16. | «Shadowkings» (Live in Germany 1995)     | 4:49         |
| 17. | «Once Solemn» (Live in Germany 1995)     | 3:05         |
| 18. | «Hallowed Land» (Live in Germany 1995)   | 5:11         |
| 19. | «The Last Time» (Live in Germany 1995)   | 3:40         |

## Участники записи
| Paradise Lost - Ник Холмс — вокал - Грегор Макинтош — соло-гитара - Аарон Эди — ритм-гитара - Стив Эдмонсон — бас-гитара - Ли Моррис — барабаны Приглашённые музыканты - Хор Guildford Dead Boys — хоровые аранжировки - Эндрю Холдсуорт — клавишные | Производственный персонал - Самон Эфеми — продюсер, микширование - Пит Колман — микширование, инженер - Энди Гриффин — помощник - Фил Вуд — помощник - Фил Лафф — помощник - Кевин Миткелф — мастеринг - Stylorouge — дизайн - Холли Варбёртон — художник, фотограф |

## Позиции в чартах
| Чарт (1995)                         | Позиция в чарте |
| ----------------------------------- | --------------- |
| Австрия (Ö3 Austria)                | 21              |
| Бельгия/Фландрия (Ultratop)         | 24              |
| Бельгия/Валлония (Ultratop)         | 47              |
| Нидерланды (Album Top 100)          | 46              |
| Финляндия (Suomen virallinen lista) | 24              |
| Германия (Media Control)            | 15              |
| Швеция (Sverigetopplistan)          | 16              |
| Швейцария (Schweizer Hitparade)     | 20              |
| Великобритания (UK Albums Chart)    | 16              |

| «The Last Time»                                                                             | 1995 | 60 | — | 60 | — |
| «Enchantment»                                                                               | 1995 | —  | — | —  | — |
| «Forever Failure»                                                                           | 1995 | 66 | — | —  | — |
| «—» обозначает сингл, который не был зарегистрирован или не был выпущен на этой территории. |      |    |   |    |   |